# Modulus catenulatus
Modulus catenulatus är en snäckart som först beskrevs av Philippi 1849.  Modulus catenulatus ingår i släktet Modulus och familjen Modulidae. Inga underarter finns listade i Catalogue of Life.